# Гордон Дауні
Гордон Дауні  (англ. Gordon Downie, 3 березня 1955) — британський плавець, олімпійський медаліст.

## Виступи на Олімпіадах
| Олімпіада     | Дисципліна                            | Місце     |
| ------------- | ------------------------------------- | --------- |
| Монреаль 1976 | плавання на 200 метрів вільним стилем | 7         |
| Монреаль 1976 | плавання на 400 метрів вільним стилем | 3 h6 r1/2 |
| Монреаль 1976 | естафета 4 × 200 вільним стилем       | 3         |

## Зовнішні посилання
- Досьє на sport.references.com [Архівовано 30 січня 2012 у Wayback Machine.]